# Championnats d'Europe de BMX 2024
Navigation
Édition précédente Édition suivante
Les championnats d'Europe de BMX 2024 ont lieu du 29 mai au 2 juin 2024 à Vérone en Italie.

## Podiums
| Épreuves            | Or                  | Argent               | Bronze           |
| ------------------- | ------------------- | -------------------- | ---------------- |
| Épreuves masculines |                     |                      |                  |
| Élites              | Arthur Pilard       | Mathis Ragot Richard | Cédric Butti     |
| Moins de 23 ans     | Alexis Pieczanowsky | Tim Goossens         | Jason Noordam    |
| Juniors             | Evan Oliviera       | Clément Rocherieux   | Mark Lüthi       |
| Épreuves féminines  |                     |                      |                  |
| Élites              | Zoé Claessens       | Laura Smulders       | Nadine Aeberhard |
| Moins de 23 ans     | Veronika Stūriška   | Emily Hutt           | Sabina Košárková |
| Juniors             | Anaïs Garnier       | Carla Gómez García   | Méline Videlo    |

## Tableau des médailles
| Rang  | Nation      | Or | Argent | Bronze | Total |
| ----- | ----------- | -- | ------ | ------ | ----- |
| 1     | France      | 4  | 2      | 1      | 7     |
| 2     | Suisse      | 1  | 0      | 3      | 4     |
| 3     | Lettonie    | 1  | 0      | 0      | 1     |
| 4     | Pays-Bas    | 0  | 2      | 1      | 3     |
| 5     | Espagne     | 0  | 1      | 0      | 1     |
| 5     | Royaume-Uni | 0  | 1      | 0      | 1     |
| 7     | Tchéquie    | 0  | 0      | 1      | 1     |
| Total | Total       | 6  | 6      | 6      | 18    |